# Bistum Vijayapuram
Das Bistum Vijayapuram (lateinisch Dioecesis Viiayapuramensis, englisch Diocese of Vijayapuram) ist eine in Indien gelegene römisch-katholische Diözese mit Sitz in Kottayam.

## Geschichte
Das Bistum Vijayapuram wurde am 14. Juli 1930 durch Papst Pius XI. mit der Apostolischen Konstitution Ad Christi nomen aus Gebietsabtretungen des Erzbistums Verapoly errichtet und diesem als Suffraganbistum unterstellt.

## Territorium
Das Bistum Vijayapuram umfasst die Distrikte Idukki und Kottayam sowie Teile der Distrikte Alappuzha, Ernakulam und Pathanamthitta im Bundesstaat Kerala.

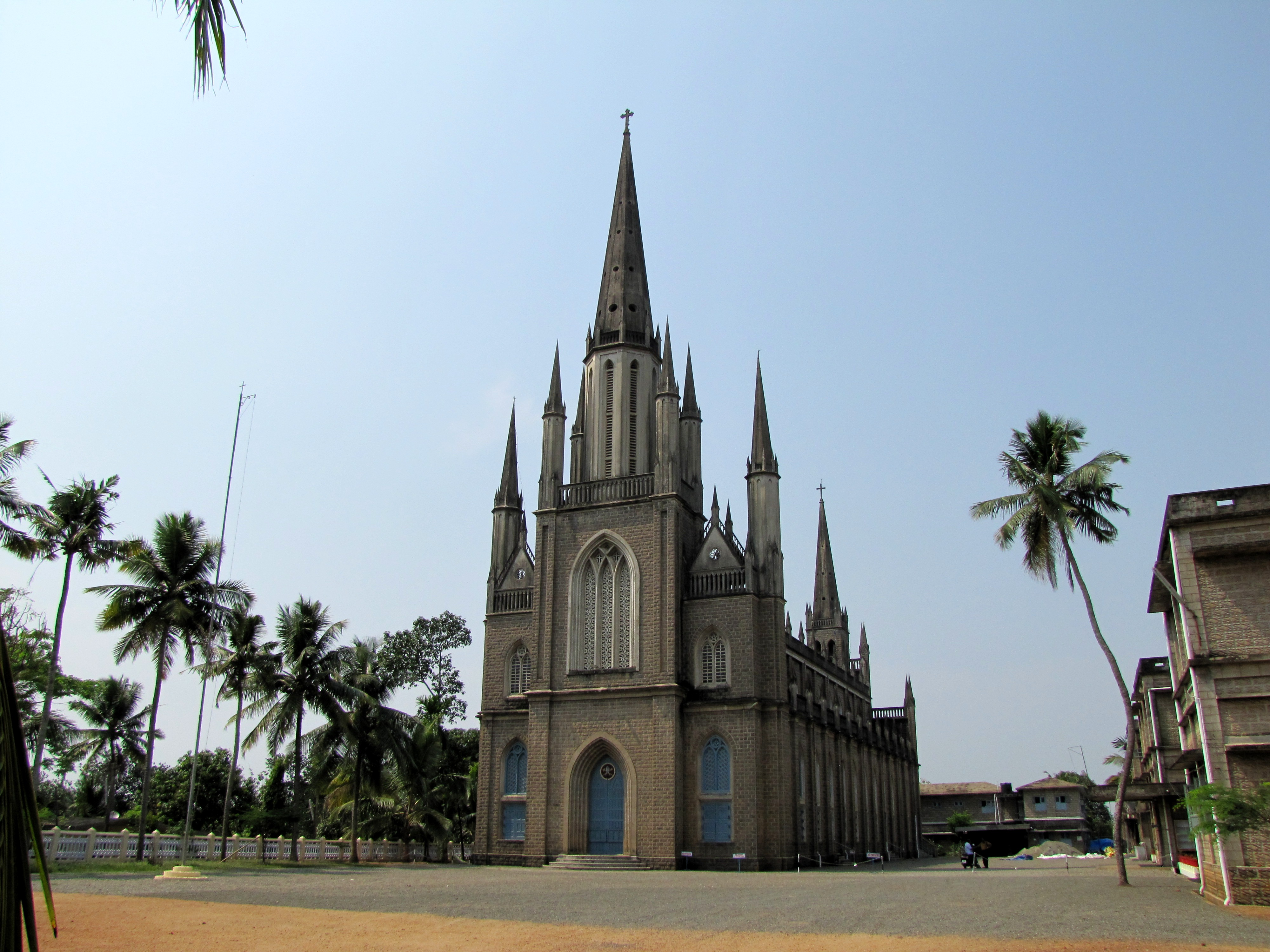
Immaculate Heart of Mary Cathedral in Kottayam

## Bischöfe von Vijayapuram
- Juan Vicente Arana Idígoras OCD, 1931–1946
- Marcellino Aramburu y Arandía OCD, 1948–1949
- John Ambrose Abasolo y Lecue OCD, 1949–1971
- Cornelius Elanjikal, 1971–1987, dann Erzbischof von Verapoly
- Peter Thuruthikonam, 1988–2006
- Sebastian Thekethecheril, seit 2006